# Uchta (fiume)
La Uchta (in russo Ухта?) è un fiume della Russia europea settentrionale, affluente di sinistra della Ižma nel bacino della Pečora. Scorre nella Repubblica dei Komi.
Il fiume è formato dalla confluenza dei fiumi Vojvož e Uchta (Lunvož) che hanno origine dai contrafforti orientali dei monti Timani, a quota 240 e 210 m, e scorre dapprima in direzione meridionale. Dopo aver ricevuto dalla sinistra idrografica il Tobys' (il suo maggior affluente, lungo 106 km) gira in direzione orientale. Il letto del fiume è ricco di rapide e di crepacci rocciosi per tutta la sua lunghezza. Nel corso inferiore, scorre in sequenza attraverso i villaggi di Vodnyj e Šudajag, la città di Uchta e vicino alla città di Sosnogorsk (nel villaggio di Ust'-Uchta) sfocia nell'Ižma a 202 km dalla foce. Ha una lunghezza di 199 km (228 km con il Vojvož); l'area del suo bacino è di 4 510 km².